# Jean Louis J.A. De Sloover
Jean Louis J.A. De Sloover ( 1936 ) es un botánico belga, siendo especialista en botánica tropical.

## Biografía
Desarrolló actividades académicas en el Jardín Botánico Nacional de Bélgica. Realizó extensas exploraciones botánicas a Australasia (Papua Nueva Guinea, Bélgica, Seychelles, Tailandia, Vietnam, isla Reunión, Congo, Ruanda
Es profesor emérito en biología vegetal, en la Facultad de Ciencias de Namur

## Algunas publicaciones
- j.l. de Sloover. 2003. Trente-six mousses africaines illustrées en couleurs. Collection "Sciences du vivant".: Botanique 10. Ed. Presses Universitaires de Namur, 52 pp. ISBN 2870373988, ISBN 9782870373989

- ------------------. 2003. Illustrations de mousses africaines. Scripta botanica Belgica 28, ISSN 0779-2387 Ed. Jardin Botanique National de Belgique, 224 pp. ISBN 9072619595, ISBN 9789072619594

- ------------------, anne-marie Bogaert-damin. 1999. Les muscinées du XVIe au XIXe siècle: dan les collections de la Bibliothèque universitaire Moretus Plantin. Publication 8. Ed. Presses universitaires de Namur, 257 pp. ISBN 2870372701, ISBN 9782870372708

- ------------------. 1999. Dispositio systematica muscorum frondosorum Sveciae : adiectis descriptionibus et iconibus novarum specierum. Collection "Sciences du vivant": Botanique 5. Ed. Presses universitaires de Namur, 103 pp. ISBN 2870372620, ISBN 9782870372623

- j. Vana, t. Pecs, j.l. de Sloover. 1979. Hépatiques d'Afrique tropicale. Lejeunea NS, 98: 1- 23

- f. le Blanc, j.l. de Sloover. 1970. Relation between industrializations and the distribution and growth of epiphytic lichens and mosses in Montreal. Can. J. Botany. 48: 1485-1495

- j.l. de Sloover. 1971. Hypnum pralense (Rabenh.) Koch ex Hartm. en Belgique. 4 pp., 1 fig.

- -----------------------. 1966. Sur la fertilite de Minium undulatum Hedw. en Belgique. 7 pp.

- l. Waterkeyn, j.l. de Sloover. 1958. Botrychium matricariifolium (Retz) A.Braun, ophioglossacée nouvelle pour la flore belge. Bull. Jardin Bot. Etat Bruxelles 28 (4): 455 - 458

- La abreviatura «De Sloover» se emplea para indicar a Jean Louis J.A. De Sloover como autoridad en la descripción y clasificación científica de los vegetales.[4]